# Waszyngton za zamkniętymi drzwiami
Waszyngton za zamkniętymi drzwiami (ang. The Company) – książka napisana przez byłego bliskiego współpracownika prezydenta USA Richarda Nixona Johna Ehrlichmana.
Choć postacie występujące w tej książce są fikcyjne, dzięki aluzjom nie można mieć wątpliwości, że Ehrlichman opisał Biały Dom za czasów Nixona, który doskonale znał.
Głównym bohaterem powieści jest dyrektor CIA William Martin, mianowany na to stanowisko przez prezydenta Andersona. Za Martinem ciągnie się fiasko w czasie inwazji w Rio de Muerte, które miało miejsce, kiedy był zastępcą dyrektora agencji. Anderson chroni dyrektora, ale w zamian żąda usług politycznych.
Kiedy Anderson oznajmił, że nie będzie ubiegał się o drugą kadencję, wybrano nowego prezydenta. Kandydat demokratów, wiceprezydent Gilley, przegrał, wygrał republikanin Richard Monckton. Jednakże Martinowi udało się, dzięki prezydenckiemu doradcy ds. bezpieczeństwa Carlowi Tesslerowi, utrzymać się na stanowisku.
Administracja Moncktona, który usiłował pozbyć się Martina, prowadziła nielegalne operacje (aluzja do Watergate), które Martin wykrywa i szantażuje prezydenta. Uzyskuje dzięki temu zniszczenie dokumentów kompromitujących go i spokojną pozycję ambasadora na Jamajce.
Ale i tak po pewnym czasie machinacje administracji wychodzą na jaw.
Następujący bohaterowie byli wzorowani na autentycznych postaciach:
- William Curry (prezydent przed Andersonem) – John F. Kennedy
- Esker Scott Anderson – Lyndon B. Johnson
- Ed Gilley – Hubert Humphrey
- Richard Monckton – Richard Nixon
- Thomas Forville – Nelson Rockefeller
- Carl Tessler – Henry Kissinger